# SKE48のバズらせます!!
『SKE48のバズらせます!!』（エスケーイーフォーティーエイトのバズらせます!!）は、2019年4月3日（2日深夜）から2020年9月30日まで東海テレビで放送されていた深夜バラエティ番組。放送時間は、毎週水曜 0:25 - 0:55 (毎週火曜深夜、JST)。

## 概要
同時間枠で放送されていた『SKE48 むすびのイチバン!』の後継となる、SKE48の中京広域圏での地上波レギュラー冠番組である。これまでにバズった事のある先輩を訪ね話題になる動画を作る。2020年6月10日放送分より最新回の配信をLocipoで開始した。

## 出演者
- スピードワゴン（井戸田潤、小沢一敬）【MC】
- 須田亜香里（SKE48）【MC】
- SKE48

## 放送時間・ネット局
| 放送地域   | 放送局            | 放送期間                                                | 放送日時                         | 備考 |
| ---------- | ----------------- | ------------------------------------------------------- | -------------------------------- | --- |
| 中京広域圏 | 東海テレビ(THK)   | 2019年4月3日 - 2020年9月30日                            | 水曜 0:25 - 0:55（火曜深夜）     | 制作局 |
| 大分県     | テレビ大分(TOS)   | 2019年8月17日 2020年4月4日 - 2021年2月6日               | 土曜 1:40 - 2:10（金曜深夜）     | ＊2019年8月17日は第1回のみ放送 2020年4月3日（第32回）からレギュラー放送。2020年9月26日までは土曜 2:10 - 2:40（金曜深夜） |
| 福岡県     | テレビ西日本(TNC) | 2019年11月7日 - 12月19日 2020年8月22日 -                | 毎週土曜 1:25 - 1:55（金曜深夜） | ＊2019年は第1回～第7回まで放送 2020年は8月22日～9月26日・10月10日～12月5日は第8回～第22回まで、第23回は放送せず、12月12日（第24回）から放送。2020年1月から8月までは自社制作番組「HKTのピシャッと48」放送開始のため、毎月第1・第2・第5土曜日のみの放送となっていたが、番組終了により9月から再び毎週放送に戻った。 |
| 静岡県     | テレビ静岡(SUT)   | 2019年8月24日、10月24日 2019年12月12日 - 2020年10月15日 | 木曜 1:15 - 1:45（水曜深夜）     | ＊2019年8月24日は第5回、10月24日は第16回放送 2019年12月12日（第33回）からレギュラー放送 |

### 過去のネット局
| 放送地域 | 放送局                 | 放送期間               | 放送日時                     | 備考                         |
| -------- | ---------------------- | ---------------------- | ---------------------------- | ---------------------------- |
| 秋田県   | 秋田テレビ(AKT)        | 2019年7月5日 - 9月27日 | 金曜 16:20 - 16:50           | ＊第1回～第13回まで放送      |
| 宮崎県   | テレビ宮崎(UMK)        | 2019年8月9日           | 金曜 1:54 - 2:24（木曜深夜） | ＊第1回のみ放送              |
| 富山県   | 富山テレビ(BBT)        | 2020年3月3日           | 水曜 0:30 - 1:00（火曜深夜） | ＊第47回のみ同時ネットで放送 |
| 新潟県   | NST新潟総合テレビ(NST) | 2020年3月10日          | 水曜 1:55 - 2:25（火曜深夜） | ＊第47回のみ7日遅れで放送    |

## 配信
- Locipoで直近回が見逃し配信されている。

## スタッフ
- 企画・監修：秋元康
- 企画協力：Y&N Brothers
- 協力：ゼスト
- ナレーション：勅使河原由佳子（東海テレビアナウンサー）
- 構成：荻巣しぐれ、平和紘、森下ゆうじ
- リサーチ：刑部憲明
- カメラ： 青沼康輝
- 音声：小村茂智
- 照明：黒澤篤志
- 技術協力： Zoom（リモート収録回）
- 美術：中根亜美
- 編集：真下豊
- 音効：山田映子
- CG：水野智仁、岩井利文、高橋里佳
- 編成：村野直子
- 宣伝：赤坂佳晃
- 営業：金子卓史
- デスク：飯山菜摘
- AD：吉田圭祐、西舘沙奈
- ディレクター：牧田尚也、田中菫
- 総合演出：村瀬康晃
- プロデューサー：稲田卓、浅井崇
- ゼネラルㇷ゚ロデューサー【GP】：佐野雅彦
- 制作協力：東海テレビプロダクション
- 制作著作：東海テレビ